# Lista odcinków serialu Star
Lista odcinków serialu telewizyjnego Star – emitowanego przez amerykańską stację telewizyjną FOX od 14 grudnia 2016 roku do 8 maja 2019 roku. Powstał trzy serię, które łącznie składają się z 48 odcinków.  W Polsce serial nie był emitowany.
| Sezon | Sezon | Odcinki | Oryginalna emisja | Oryginalna emisja | Oryginalna emisja | Oryginalna emisja | Oryginalna emisja |
| Sezon | Sezon | Odcinki | Premiera sezonu   | Finał sezonu      | Premiera sezonu   | Finał sezonu      |                   |
| ----- | ----- | ------- | ----------------- | ----------------- | ----------------- | ----------------- | ----------------- |
|       | 1     | 12      | 14 grudnia 2016   | 15 marca 2017     | —                 | —                 |                   |
|       | 2     | 18      | 27 września 2017  | 23 maja 2018      | —                 | —                 |                   |
|       | 3     | 18      | 26 września 2018  | 8 maja 2019       | —                 | —                 |                   |

## Sezon 1 (2016-2017)
| Nr | #  | Tytuł               | Reżyseria         | Scenariusz                                | Premiera FOX     | Premiera |
| -- | -- | ------------------- | ----------------- | ----------------------------------------- | ---------------- | -------- |
| 1  | 1  | Pilot               | Lee Daniels       | Lee Daniels, Tom Donaghy                  | 14 grudnia 2016  |          |
| 2  | 2  | The Devil You Know  | Lee Daniels       | Lee Daniels, Tom Donaghy                  | 4 stycznia 2017  |          |
| 3  | 3  | Next of Kin         | Paul McCrane      | Jessica Sharzer                           | 11 stycznia 2017 |          |
| 4  | 4  | Code of Silence     | Rose Troche       | Kimberley Ann Harrison                    | 18 stycznia 2017 |          |
| 5  | 5  | New Voices          | Tamra Davis       | Denitria Harris-Lawrence, Thomas Westfall | 25 stycznia 2017 |          |
| 6  | 6  | Infamous            | Michael Schultz   | Charles Cuesta                            | 1 lutego 2017    |          |
| 7  | 7  | Black Whenever I Go | Kevin Tancharoen  | Arabella Anderson, Jamila Daniel          | 8 lutego 2017    |          |
| 8  | 8  | Mama's Boy          | Millicent Shelton | Gladys Rodriguez                          | 15 lutego 2017   |          |
| 9  | 9  | Alibi               | J. Miller Tobin   | Kimberly Ann Harrison                     | 22 lutego 2017   |          |
| 10 | 10 | Boy Trouble         | John Krokidas     | Denitria Harris-Lawrence                  | 1 marca 2017     |          |
| 11 | 11 | Saving Face         | Paul McCrane      | Jessica Sharzer                           | 8 marca 2017     |          |
| 12 | 12 | Showtime            | Tamara Davis      | Tom Donaghy, Charles Pratt Jr.            | 15 marca 2017    |          |

## Sezon 2 (2017-2018)
| Nr | #  | Tytuł                              | Reżyseria                  | Scenariusz                          | Premiera FOX         | Premiera |
| -- | -- | ---------------------------------- | -------------------------- | ----------------------------------- | -------------------- | -------- |
| 13 | 1  | The Winner Takes it All            | Lee Daniels                | Karin Gist                          | 27 września 2017     |          |
| 14 | 2  | Insecure                           | Chris Robinson             | Kimberly Ann Harrison               | 4 października 2017  |          |
| 15 | 3  | FUA...Good Night!                  | Paul McCrane               | Robert Munic                        | 11 października 2017 |          |
| 16 | 4  | It Ain't Over                      | John Peter Kousakis        | Tom Donaghy                         | 18 października 2017 |          |
| 17 | 5  | May the Best Manager Win           | Bille Woodruff             | Katie Wech                          | 8 listopada 2017     |          |
| 18 | 6  | Faking It                          | Tamra Davis                | Jen Klein                           | 15 listopada 2017    |          |
| 19 | 7  | Ghetto Symphony                    | Chris Robinson             | Jewel McPherson                     | 29 listopada 2017    |          |
| 20 | 8  | Divided                            | Paul McCrane               | Esterlou Weithers, Moises Zamora    | 6 grudnia 2017       |          |
| 21 | 9  | Climax                             | Bille Woodruff             | Kimberly Ann Harrison               | 6 grudnia 2017       |          |
| 22 | 10 | Rise From the Ashes                | Kevin Tancharoen           | Tom Donaghy, Robert Munic           | 28 marca 2018        |          |
| 23 | 11 | Take it to Church                  | Salli Richardson-Whitfield | Leo Richardson                      | 4 kwietnia 2018      |          |
| 24 | 12 | Dreamers                           | Millicent Shelton          | Katie Wech                          | 11 kwietnia 2018     |          |
| 25 | 13 | Forward (E)Motion                  | Jamie Travis               | Jen Klein                           | 18 kwietnia 2018     |          |
| 26 | 14 | After the Set, It's the Afterparty | John Krokidas              | Ester Lou Weithers                  | 25 kwietnia 2018     |          |
| 27 | 15 | Let the Good Times Roll            | Chris Robinson             | Jewel McPherson, Leo Richardson     | 2 maja 2018          |          |
| 28 | 16 | Take It or Leave It                | Paul McCrane               | Moises Zamora                       | 9 maja 2018          |          |
| 29 | 17 | Mrs. Rivera                        | Tamra Davis                | Kimberly Ann Harrison, Nina Gloster | 16 maja 2018         |          |
| 30 | 18 | Thirty Days to Famous              | John Krokidas              | Karin Gist, Jen Klein               | 23 maja 2018         |          |

## Sezon 3 (2018-2019)
| Nr | #  | Tytuł                     | Reżyseria         | Scenariusz                              | Premiera FOX         | Premiera |
| -- | -- | ------------------------- | ----------------- | --------------------------------------- | -------------------- | -------- |
| 31 | 1  | Secrets & Lies            | Evan Ross         | Lance Gross                             | 26 września 2018     |          |
| 32 | 2  | Who's the Daddy           | Lee Daniels       | Erica Michelle                          | 3 października 2018  |          |
| 33 | 3  | A Family Affai            | Ruben Garcia      | Randy Huggins, Jewel McPherson          | 10 października 2018 |          |
| 34 | 4  | All Falls Down            | Cheryl Dunye      | Michael C. Martin, Ester Lou Weithers   | 17 października 2018 |          |
| 35 | 5  | Someday We'll All Be Free | Janice Cooke      | Leo Richardson, Jordan E. Cooper        | 31 października 2018 |          |
| 36 | 6  | Ante Up                   | John Krokidas     | Randy Huggins, Rebecca Boss, Chris Masi | 7 listopada 2018     |          |
| 37 | 7  | Karma                     | Erica Watson      | Kimberly Ann Harrison, Nina Gloster     | 14 listopada 2018    |          |
| 38 | 8  | Roots and Wings           | Scott Peters      | Jewel McPherson                         | 28 listopada 2018    |          |
| 39 | 9  | Zion                      | Bille Woodruff    | Karin Gist                              | 5 grudnia 2018       |          |
| 40 | 10 | When Stars Fall           | Chris Robinson    | Ester Lou Weithers                      | 13 marca 2019        |          |
| 41 | 11 | Watch the Throne          | Anna Mastro       | Michael C. Martin                       | 20 marca 2019        |          |
| 42 | 12 | Toxic                     | Tasha Smith       | Leo Richardson                          | 27 marca 2019        |          |
| 43 | 13 | The Reckoning             | Joe Leonard       | Kimberly Ann Harrison, Ruth Ferrera     | 3 kwietnia 2019      |          |
| 44 | 14 | Amazing Grace             | Mario Van Peebles | Nina Gloster                            | 10 kwietnia 2019     |          |
| 45 | 15 | Lean on Me                | Scott Peters      | Randy Huggins                           | 17 kwietnia 2019     |          |
| 46 | 16 | Square One                | Tasha Smith       | Rebecca Boss, Chris Masi                | 24 kwietnia 2019     |          |
| 47 | 17 | Proud Mary Keep On        | John Krokidas     | Jewel McPherson                         | 1 maja 2019          |          |
| 48 | 18 | When the Levee Breaks     | Bille Woodruff    | Karin Gist, Kimberly Ann Harrison       | 8 maja 2019          |          |